# Pakt Hoare-Laval
Pakt Hoare-Laval – porozumienie zaproponowane w grudniu 1935 roku przez brytyjskiego ministra spraw zagranicznych Samuela Hoare’a i francuskiego przewodniczącego rady ministrów Pierre’a Lavala, dotyczące zakończenia wojny włosko-abisyńskiej toczącej się w latach 1935-1936. 
Po zwycięstwie w wojnie z Abisynią, Włochy chciały zagarnąć jak największą część terytorium pokonanego kraju, co miało zaspokoić imperialne ambicje Benito Mussoliniego, który dążył do budowy państwa na wzór imperium rzymskiego. Dodatkowo Włosi pragnęli pomścić poprzednie porażki w tym regionie, w szczególności wojnę z lat 1894-1896, z tego względu ich żądania były bardzo wygórowane. Etiopczykom nie pomogła także Liga Narodów, mimo potępienia włoskiego ataku, państwa europejskie chciały zachowania dobrych stosunków z Mussolinim, do tego Wielka Brytania liczyła na uzyskanie pewnych korzyści terytorialnych przy ewentualnym podziale Abisynii. 
W grudniu 1935 roku reprezentanci Wielkiej Brytanii i Francji zaproponowali traktat pokojowy, który zawierał bardzo niekorzystne dla pokonanego kraju postanowienia. Zgodnie z nim, Włosi mieli przejąć część Ogadenu i Tigraju, a także uzyskali prawo do ekspansji gospodarczej w południowej Abisynii. Zwyciężonej stronie zagwarantowano korytarz łączący jej ziemie z morzem w porcie Asab, miałby on jednak niewielkie znaczenie, gdyż Abisynia prawdopodobnie nie mogłaby wybudować tam linii kolejowej, dlatego zwany był ironicznie „korytarzem dla wielbłądów”.
Mussolini był gotów zaakceptować traktat, jednak chciał poczekać kilka dni, zanim przedstawi propozycję opinii publicznej. W międzyczasie postanowienia porozumienia zostały ujawnione przez francuską gazetę i przedstawione jako zdrada Abisynii, co zmusiło brytyjski rząd do wycofania się z poparcia dla paktu, spowodowało także dymisję Hoare’a i Lavala ze swych stanowisk.